# Джип в телевизоре и другие истории на орбите
Джип в телевизоре и другие истории на орбите (итал. Gip nel televisore e altre storie in orbita) — сборник произведений Джанни Родари, вышедший в 1967 году и включающий себя сказку «Джип в телевизоре» 1962 года и ещё несколько рассказов, объединённых темой мира и космоса.

## Содержание рассказов

### «Джип в телевизоре»
10-летний Джампьеро (Джип) Бинда однажды вечером в буквальном смысле попал в телевизор на глазах у своего брата. Фактически он превратился в картинку, возникавшую на любых телеэкранах, будь то мини-камера зонда, запускаемая гастроэнтерологом в пищевод больному в шведской клинике, или камера наблюдения в немецкой библиотеке. Парадокс заключался в том, что Джипа видели исключительно на камере, но не в том месте, которое было под наблюдением камеры, что приводило к куче парадоксальных ситуаций. Чтобы спасти Джипа, всё человечество бросается на помощь. Все телестанции на Земле должны передавать только одну и ту же передачу, чтобы Джип вернулся в реальный мир, а для этого надо запустить три искусственных спутника Земли — итальянский «Гарибальди-1» с Сардинии, советский «Галилео Галилей» из Подмосковья и американский «Джип» с мыса Канаверал. Джип превращается из волны в человека и оказывается внутри итальянского искусственного спутника, где летит и кошка Миучино: оба становятся первыми итальянскими космонавтами. Джип обращается в прямом эфире ко всем жителям Земли с приветом и пожеланием мира, прежде чем капсула с ним обратно отправится на Землю и приземлится у Колизея.

### «Карпианцы и Пизанская башня»
Пришельцы с планеты Карпа приземляются на Пьяцца деи Мираколи в Пизе и заявляют мэру: жительница их планеты выиграла в лотерее Пизанскую башню в качестве приза. Они требуют отдать им достопримечательность — предварительно они уменьшают башню до размеров сувенира и прячут её у себя. Карлетто Палладино, продавец сувенирами, устраивает неудачную потасовку и требует хотя бы восстановить копию в виде сувенира. С неохотой пришельцы восстанавливают копию башни и улетают, однако пизанцы обнаруживают, что Палладино втихаря подсунул пришельцам сувенир, а они вернули к прежним размерам именно оригинал башни, и хвалят продавца за находчивость.

### «Мисс Вселенная с зелено-венерианскими глазами»
«Космическая» версия сказки про Золушку: бедная девушка Дельфина живёт в Модене и работает в химчистке, однако, надев платье одной из клиентки, тайком проникает на космический бал, где знакомится с молодым человеком, Президентом Венерианской Республики, и танцует с ним. На балу Дельфина получает титул Мисс Вселенной и должна также получить приз в виде кольца с драгоценным камнем цвета её глаз — зелёных венерианских (или «как цикорий», как презрительно говорят её сёстры), однако сбегает, боясь гнева своей хозяйки. После этого Президент Венеры спешит найти загадочную красотку.

### «Робот, который захотел спать»
Действие разворачивается в 2222 году, когда роботы стали жить в каждой семье. Один робот по имени Катерино заинтересовался, почему люди спят и что они делают, и пробует много способов, начиная от решения кроссвордов и утомительного чтения газет и заканчивая счётом овец, прежде чем впервые засыпает. Поступок его вызывает общемировой скандал, однако когда примеру Катерино следуют другие роботы, человечество признаёт, что и они тоже имеют право спать, и снимает все претензии. Учёные, изучив весь этот феномен, констатируют, что «только в Риме могло возникнуть у электронного робота желание спать».

### «Всё началось с крокодила»
История, которая является сатирой на назойливых коммивояжёров и недобросовестную конкуренцию. В дом журналиста врывается крокодил, который представляется пришельцем с планеты Дзерба, рекламирующим стиральный порошок «Дзиру». Он просит спасти его от конкурентов в лице индюков с планеты Морва, которые заставляют другие планеты покупать их стиральный порошок по дорогой цене, фактически вгоняя их в долговую яму. В дом врываются индюки, разыскивая своего конкурента, однако натыкаются на слона — им оказывается сотрудник компании «Песс» с планеты Цокка, которая продаёт свой порошок за полцены и срывает все планы других компаний. В конце журналист констатирует, что все три компании в итоге завалили все континенты Земли и всю Вселенную своей назойливой рекламой, срыв ради этого горы и «распилив» созвездия, только чтобы продавать свои товары налево и направо.

### «Принц Пломбир»
В одном доме поселяются странные пришельцы в комбинезонах и скафандрах, причём в холодильнике синьора Мольтени, который тот приобрёл в рассрочку и никак не может заплатить очередной взнос, поселился лидер пришельцев — принц Пломбир. Он заверяет, что его цивилизация может жить только там, где снег и лёд — и намеревается перелететь на Северный полюс, однако остановку сделал именно в доме у Мольтени. Пломбир становится звездой телевидения и радио, а заодно помогает синьору Мольтени отбиться от компании, которая угрожает тому судом и конфискацией холодильника.

### «Десять килограммов Луны»
Командор Цип рассказывает своему другу, что некий знакомый предлагает купить 10 килограммов подлинного лунного грунта, привезённых первым космонавтом, ступившим на поверхность Луны. Цип предлагает начать продавать небольшие лунные сувениры и ради этого скинуться по 5 миллионов лир на человека, чтобы получить 10 килограмм: последующая продажа может принести громадную прибыль обоим. Герой соглашается на встречу с «дилером», однако тут же хватает этого человека и разоблачает его на глазах у Ципа: оказалось, что этот человек — аферист, который пытался полгода назад герою продать подкову коня, введённого Калигулой в Сенат, а потом и мотыгу, которой Ромул якобы убил Рема.

### «Зелёное яйцо»
Рассказ вышел под названием «Мир в яйце» (итал. Il mondo in un uovo). У крестьянина Омобоно курица снесла зелёное яйцо: когда он открыл его, оттуда выскочили маленькие человечки, начавшие строить город и постепенно увеличивавшиеся в размерах. Оказалось, что все эти люди, коих насчитывается 30 миллионов, прилетели с планеты Азим, спрятав весь свой мир в одном крохотном семечке из-под тыквы, которое склевала курица, снёсшее яйцо. По команде Омобоно «внутрь яйца» (итал. dentro nell'uovo) человечки могут забраться, следуя его приказу. Омобоно решает отправить народ в Сахару, где они будут строить свою цивилизацию, а сам избавляет мир от комаров и всех войн, запихивая их внутрь яйцо. Незадолго до своей кончины он разбивает яйцо, толчет скорлупу в ступе и развеивает его, чтобы никто не использовал больше яйцо со злым умыслом.

### «Неопознанный самолёт»
31 декабря, в канун Нового года, на окраине столицы приземляется неопознанный самолёт, лётчик которого — синьор Время (итал. Signore il Tempo), несущий 12 баулов с месяцами года и обладающий большим могуществом. Начальник полиции задерживает синьора, у которого нет документов, однако своим поступком ненароком останавливает ход времени ровно за минуту до Нового года. Мир разделяется на два лагеря: одни утверждают, что больше никто не будет стареть и умирать, другие выступают против, опасаясь, что не будут взрослеть дети, не будут выздоравливать больные и много чего ещё не произойдёт. Начальник полиции всё же решается отпустить синьора, и только через минуту после этого наступает Новый год.

### «Летающий дом»
Синьор Панкрацио переделывает свой дом, чтобы тот мог летать, и отправляется на каникулы, двигаясь в городок в горах. Если дети в восторге от такого летающего дома, то взрослые пребывают в ужасе. Панкрацио попадает в сильную бурю, однако пролетает над облаками, выходя победителем из этой схватки.

### «Мотти и Пакетик»
Две истории об умном и изобретательном воре по имени Мотти и его наивном и глупом компаньоне по имени Пакетик.
В первом рассказе «Портрет синьора Корнелиуса» Мотти приобретает фотоаппарат, фотографирующий мысли человека: с его помощью они начинают фотографировать мысли людей и по ним выяснять, где они прячут заначку. Оба легализуются как сотрудники фотоателье, прежде чем украсть у богача Корнелиуса 100 миллионов лир, которые он прятал в чёрной кожаной сумке. Однако Пакетик «прокалывается» на том, что поместил портрет Корнелиуса у себя в дома, и инспектор Джеронимо догадывается, что оба вора сфотографировали чужие мысли. Он констатирует, однако, что в большинстве случаев люди сами виноваты, что у них воруют деньги, так как думают только о деньгах.
Во втором рассказе «Заколдованная пластинка» Мотти показывает пластинку, при проигрывании которой человек впадает в транс и начинает дикий, безудержный танец, не замечая ничего вокруг (если только у него не заткнуты уши ватой) — он испытывает изобретение на Пакетике, который не контролирует себя во время этого танца. Оба решают, включив загадочную пластинку, обчистить карманы и сумки посетителей музыкального магазина, предварительно обезопасив свои уши. После нескольких ограблений Пакетика начинает грызть совесть: он украл у старушки платочек, завязанный узелком, и думает, что совершил непоправимое. Мотти заставляет Пакетика вернуть в таком случае абсолютно всё награбленное жертвам, чтобы полиция не вышла на их след и чтобы совесть Мотти и Пакетика была чиста. Комиссар Джеронимо, расследуя это дело, в конце признаёт: «Никогда не угадаешь, что творится в душе человека, даже если этот человек вор».

## Издания
- Gianni Rodari, Gip nel televisore e altre storie in orbita, illustrazioni di Giancarlo Carloni e Megi Pepeu, Piccola Biblioteca dei ragazzi 12, Milano, Mursia, 1967, pp. 121.
- Gianni Rodari, Gip nel televisore e altre storie in orbita, collana "Corticelli" 141, Milano, Mursia, 1975, pp. 158.
- Gianni Rodari, Gip nel televisore e altre storie in orbita, Note e materiale didattico a cura di Oreste Bertacchi, I tascabili per la scuola. Sez. Romanzi e racconti ; 17, Milano, Mursia, 1982, pp. 176.
- Gianni Rodari, Gip nel televisore e altre storie in orbita, presentazione di Gianni Rodari, Invito alla lettura. Sez. Letteratura giovanile, Milano, Mursia, 1991, pp. 205, ISBN 88-425-8240-9.
- Gianni Rodari, Gip nel televisore e altre storie in orbita, Tascabili Corticelli, Milano, Mursia, 1993, pp. 126, ISBN 88-425-1440-3.
- Gianni Rodari, Gip nel televisore e altre storie in orbita, illustrazioni di Donata Montanari, Milano, Mursia, 1993, pp. 126, ISBN 88-425-2797-1.
- Gianni Rodari, Gip nel televisore e altre storie in orbita, illustrazioni di Pef, Storie e rime 275, San Dorligo della Valle, Einaudi ragazzi, 2006, pp. 163, ISBN 88-7926-557-1.
- Gianni Rodari, Gip nel televisore e altre storie in orbita, illustrazioni di Giulia Bracesco, La biblioteca di Gianni Rodari 38, San Dorligo della Valle, Einaudi ragazzi, 2014, pp. 149, ISBN 88-6656-2130.
- Gianni Rodari, Gip nel televisore e altre storie in orbita, illustrazioni di Giulia Bracesco, Milano, Corriere della Sera - La Gazzetta dello Sport, 2016, pp. 149.

### Отдельные расказы
- Gianni Rodari, Gip nel televisore. Favola in orbita, Milano, Mursia, 1962.
- Gianni Rodari, La casa volante, Milano, Mursia, 1990. ISBN 88-425-0550-1.
- Gianni Rodari, L'aeroplano sconosciuto, Milano, Mursia, 1990. ISBN 88-425-0659-1.
- Gianni Rodari, I karpiani e la torre di Pisa, Milano, Mursia, 1990. ISBN 88-425-0745-8.
- Gianni Rodari, Tutto cominciò con un coccodrillo, Milano, Mursia, 1991. ISBN 88-425-0910-8.
- Gianni Rodari, Il mondo in un uovo, Milano, Mursia, 1991. ISBN 88-425-1065-3.
- Gianni Rodari, Delfina al ballo, Milano, Mursia, 1991. ISBN 88-425-1085-8.
- Gianni Rodari, Il principe gelato, Milano, Mursia, 1992. ISBN 88-425-1322-9.
- Gianni Rodari, Dieci chili di luna, Milano, Mursia, 1993. ISBN 88-425-1449-7.